# Wallmeister
Der Wallmeister war ein Berufsbild innerhalb der Bundeswehr, zur Zeit der Raumverteidigung auch im österreichischen Bundesheer.

## Aufgaben
Der Wallmeister plant im Bereich der Infrastruktur Maßnahmen der „baulichen Landesverteidigung“ (z. B. Sperren). Er kontrolliert die Herstellung bzw. den Rückbau sowie die Bausubstanz der Einrichtungen. Er erkundet, dokumentiert und beurteilt technische und natürliche Strukturen sowie Ressourcen. Weiterhin ist sein Auftrag, als „Terrainmanager“ in seinem Bereich die eigene Truppe und deren Unterstützungsstreitkräfte pioniertechnisch zu beraten. Im Verteidigungsfall wird er zur Auslösung vorbereiteter Sprengungen herangezogen, etwa an Sprengschächten.
Qualifizierung: Bauhauptberuf, Pionierfeldwebel, Studium der Bautechnik an einer Fachschule (4 Semester)
Im Rahmen der Einsätze zu Aufträgen der Vereinten Nationen in entfernten Ländern bauen diese Pioniere auch im zivilen Sektor. Hier ist die qualifizierte Ausbildung der Pionierunteroffiziere zum Bautechniker nötig, um z. B. sichere Brücken errichten zu können.
Improvisationsfähigkeit und technisches Know-how sind ebenso gefragt wie körperliche Robustheit.
Der Wallmeister ist in die Wallmeisterorganisation eingebunden.

## Geschichte
Die Wallmeisterorganisation wurde 1957 in die Bundeswehr eingeführt, um im modernen Sinn die eigentliche Landesverteidigung der Bundesrepublik Deutschland bautechnisch zu organisieren. Sie bestand bis 1973 aus Wallmeistergruppen mit den unterstellten Wallmeistertrupps, danach wurden die Wallmeister dem Verteidigungsbezirkskommando truppendienstlich unterstellt. Fachdienstlich vorgesetzt war hier die Pionierdienstgruppe. Mit Umbau und Auftragsneuorientierung der Bundeswehr gibt es den Wallmeister als Landesverteidiger seit 2006 nicht mehr.
In der neuen Struktur werden im Bereich der Verteidigungsbezirkskommandos darum die Pioniere zunächst im Verhältnis 1:1 übernommen. Der bewährte Wallmeister wird auch in Zukunft zum Bautechniker ausgebildet und die oben aufgeführten Aufgaben wahrnehmen und zusätzlich im Umweltschutz tätig sein. Es gibt jeweils drei Wallmeister in den Landeskommandos Hessen, Bayern und Niedersachsen.